# Козелск
Козелск (на руски: Козельск) е град в Русия, административен център на Козелски район, Калужка област. Населението на града към 1 януари 2018 е 16 443 души.